# Unterseeboot 269
Le Unterseeboot 269 (ou U-269) est un sous-marin allemand (U-Boot) de type VII.C utilisé par la Kriegsmarine (marine de guerre allemande) pendant la Seconde Guerre mondiale.

## Historique
Mis en service le 19 août 1942, l'Unterseeboot 269 reçoit sa formation de base à Danzig au sein de la 8. Unterseebootsflottille jusqu'au 31 mars 1943, puis l'U-269 intègre sa formation de combat à Bergen avec la 11. Unterseebootsflottille, et à partir du 1er novembre 1943, 6. Unterseebootsflottille à la base sous-marine de Saint-Nazaire.
L'u-269 a effectué cinq patrouilles dans lesquelles il n'a ni coulé, ni endommagé de navire ennemi au cours des 171 jours en mer
En vue de la préparation de sa première patrouille, l'U-269 quitte le port de Kiel sous les ordres de Karl-Heinrich Harlfinger le 16 mars 1943 pour arriver six jours plus tard en Norvège à Bergen le 21 mars 1943.
Il réalise sa première patrouille, quittant Bergen le 23 mars 1943 toujours sous les ordres de Karl-Heinrich Harlfinger. Après 32 jours en mer, l'U-269 arrive au port de Narvik le 23 avril 1943.
Le 1er décembre 1943, les forces Alliées attaquent l'U-Boot et lui causent de lourds dégâts entraînant l'abandon de la mission. Il est de retour à Saint-Nazaire le 15 décembre 1943 (date approximative).
Pour sa cinquième et dernière patrouille, il quitte la base sous-marine de Brest le 6 juin 1944 sous les ordres de l'Oberleutnant zur See Georg Uhl. Après dix jours en mer, il rejoint le 15 juin 1944 le port de Saint-Pierre-Port à Guernesey. Trois jours plus tard, le 18 juin 1944, il appareille de Saint-Pierre-Port, toujours aux ordres de l'Oberleutnant zur See Georg Uhl. Après huit jours en mer, l'U-269 est coulé le 25 juin 1944 dans la Mancheau sud-est de Torquay à la position géographique de 50° 01′ N, 2° 59′ O par des charges de profondeur lancées de la frégate HMS Bickerton. 
Treize des cinquante-deux membres d'équipage meurent dans cette attaque, il y a donc trente-neuf survivants.

## Affectations successives
- 8. Unterseebootsflottille à Danzig du 19 août 1942 au 31 mars 1943 (entrainement)
- 11. Unterseebootsflottille à Bergen du 1er avril au 31 octobre 1943 (service actif)
- 6. Unterseebootsflottille à Saint-Nazaire du 1er novembre 1943 au 25 juin 1944 (service actif)

## Commandement
- Karl-Heinrich Harlfinger du 19 août 1942 au 29 avril 1943
- Oberleutnant zur See Otto Hansen de juin au 4 septembre 1943
- Kapitänleutnant Karl-Heinrich Harlfinger du 5 septembre 1943 au 21 mars 1944
- Oberleutnant zur See Georg Uhl du 6 avril au 25 juin 1944

Nota: Les noms de commandants sans indication de grade signifie que leur grade n'est pas connu avec certitude à notre époque (2013) à la date de la prise de commandement.

## Patrouilles
|       | Commandant                      | Départ           | Départ         | Arrivée          | Arrivée        | Jours     | Succès |
| ----- | ------------------------------- | ---------------- | -------------- | ---------------- | -------------- | --------- | ------ |
|       | Karl-Heinrich Harlfinger        | 16 mars 1943     | Kiel           | 21 mars 1943     | Bergen         | 6 jours   |        |
| 1     | Karl-Heinrich Harlfinger        | 23 mars 1943     | Bergen         | 23 avril 1943    | Narvik         | 32 jours  |        |
|       | Karl-Heinrich Harlfinger        | 24 avril 1943    | Narvik         | 27 avril 1943    | Bergen         | 4 jours   |        |
|       | Oblt. Otto Hansen               | 6 juillet 1943   | Bergen         | 14 juillet 1943  | Hammerfest     | 9 jours   |        |
| 2     | Oblt. Otto Hansen               | 22 juillet 1943  | Hammerfest     | 4 septembre 1943 | Skjomenfjord   | 45 jours  |        |
|       | Karl-Heinrich Harlfinger        | 5 septembre 1943 | Skjomenfjord   | 8 septembre 1943 | Bergen         | 4 jours   |        |
| 3     | Kptlt. Karl-Heinrich Harlfinger | 4 novembre 1943  | Bergen         | 15 décembre 1943 | Saint-Nazaire  | 42 jours  |        |
|       | Oblt. Georg Uhl                 | 12 avril 1944    | Saint-Nazaire  | 15 avril 1944    | Lorient        | 4 jours   |        |
| 4     | Oblt. Georg Uhl                 | 22 mai 1944      | Lorient        | 28 mai 1944      | Brest          | 7 jours   |        |
| 5     | OOblt. Georg Uhl                | 6 juin 1944      | Brest          | 15 juin 1944     | St. Peter Port | 10 jours  |        |
|       | Oblt. Georg Uhl                 | 18 juin 1944     | St. Peter Port | 25 juin 1944     | Coulé          | 8 jours   |        |
| Total | Total                           | Total            | Total          | Total            | Total          | 171 jours | 0 t    |

Note : Oblt. = Oberleutnant zur See - Kptlt. = Kapitänleutnant

Nota: Les noms de commandants sans indication de grade signifie que leur grade n'est pas connu avec certitude à notre époque (2013) à la date de la prise de commandement.

### Opérations Wolfpack
L'U-269 a opéré avec les Wolfpacks (meute de loups) durant sa carrière opérationnelle:
1. Eisbär (27 mars 1943 - 15 avril 1943)
2. Coronel (4 décembre 1943 - 4 décembre 1943)
3. Dragoner (22 mai 1944 - 28 mai 1944)

## Navires coulés
L'Unterseeboot 269 n'a ni coulé, ni endommagé de navire ennemi au cours des cinq patrouilles (144 jours en mer) qu'il effectua.

### Source et bibliographie
- (en) Cet article est partiellement ou en totalité issu de l’article de Wikipédia en anglais intitulé « German submarine U-269 » (voir la liste des auteurs).
- Chris Bishop, historien militaire (trad. de l'anglais par Christian Muguet), Les sous-marins de la Kriegsmarine : 1939-1945 : le guide d'identification des sous-marins [« The spellmount submarine identification guide : Kriegsmarine U-boats 1939-1945 »], Paris, Éd. de Lodi, 2008, 192 p. (ISBN 978-2-84690-327-1, OCLC 470721805, BNF 41298980)